# Рисика
Рисика је насељено место у саставу општине Врбник, на острву Крку у Приморско-горанској жупанији, Република Хрватска.

## Историја
До територијалне реорганизације у Хрватској налазила се у саставу старе општине Крк.

## Становништво
На попису становништва 2011. године, Рисика је имала 148 становника.

## Попис1991.
На попису становништва 1991. године, насељено место Рисика је имало 202 становника, следећег националног састава:
| Попис 1991.‍ | Попис 1991.‍ | Попис 1991.‍ | Попис 1991.‍ | Попис 1991.‍ |
| ----------- | ----------- | ----------- | ----------- | ----------- |
|             |             |             |             |             |
| Хрвати      | Хрвати      |             | 200         | 99,00%      |
| Немци       | Немци       |             | 1           | 0,49%       |
| Срби        | Срби        |             | 1           | 0,49%       |
| укупно: 202 |             |             |             |             |